# Contea di Zhongyang
La contea di Zhongyang (中阳县S, Zhōngyáng XiànP) è una contea della Cina, situata nella provincia dello Shanxi e amministrata dalla prefettura di Lüliang.